# Wereskuny
Wereskuny (ukr. Верескуни) – wieś na Ukrainie, w obwodzie czernihowskim, w rejonie pryłuckim, w hromadzie Parafijiwka. W 2001 liczyła 299 mieszkańców.